# Astragalus ancistrocarpus
Astragalus ancistrocarpus là một loài thực vật có hoa trong họ Đậu. Loài này được Boiss. & Hausskn. miêu tả khoa học đầu tiên.